# 5792 Unstrut
5792 Unstrut este un asteroid din centura principală de asteroizi.

## Descriere
5792 Unstrut este un asteroid din centura principală de asteroizi. A fost descoperit pe 18 ianuarie 1964 la Tautenburg de Freimut Börngen. El prezintă o orbită caracterizată de o semiaxă mare de 2,41 ua, o excentricitate de 0,20 și o înclinație de 6,3° în raport cu ecliptica.